# Cénobamate
Le cénobamate est un médicament utilisé dans le traitement des crises épileptiques focales. Il est vendu sous les noms de marque Xcopri et Ontozry.

## Mode d'action
Le mode d'action du cénobamate n'est pas entièrement clair ; cependant, il modifie les canaux ioniques.

## Usage médical
Le cénobamate Est un médicament utilisé pour traiter l'épilepsie, en particulier les crises d'épilepsie focale. Il peut être utilisé en association avec d'autres médicaments. Il est pris par voie orale.

## Effets secondaires
Les effets secondaires courants sont la somnolence, les vertiges, la fatigue, la vision double ou les maux de tête. D'autres effets secondaires peuvent inclure un QT court, le DRESS ou le suicide. L'utilisation pendant la grossesse peut nuire au fœtus.

## Histoire
Le cénobamate a été approuvé pour un usage médical aux États-Unis en 2019 et en Europe en 2021,. Il figure à l'annexe V de la loi sur les substances contrôlées. Aux États-Unis, 30 pilules de 100 mg coûtent environ 1 000 dollars américains à partir de 2022.